# Eupithecia nimbosa
Eupithecia nimbosa là một loài bướm đêm trong họ Geometridae.